# Командування оборони і безпеки (Південна Корея)
Командування оборони і безпеки або Команда оборони і безпеки (ханг.: 국군기무사령부, англ. Defense Security Command, DSC) — армійське розвідувальне агентство, що поєднувало в собі функції військової розвідки і контррозвідки. Розформоване в 2018 році, правонаступником стало Командування підтримки оборони і безпеки. 
Девіз КОБ «Вірність, честь, єдність» (кор. 충성, 명예, 단결). Роль Командування в збройних силах — військова поліція, контррозвідка, військова розвідка, кримінальні розслідування.

## Історія
21 жовтня 1950 року було сформовано «Армійський контррозвідувальний корпус» (сили спеціальних операцій), який виступав в якості основної організації в збройних силах країни, що відповідало за внутрішню безпеку, розслідування підривної діяльності, збереження лояльності режиму і стримування в збройних силах Південної Кореї.
В жовтні 1977 року офіційно було створене «Командування оборони і безпеки» (кор. 국군기무사령부). В результаті злиття Командування безпеки армії, підрозділу безпеки військово-морських сил та Управління спеціальних розслідувань військово-повітряних сил було створено єдине інтегроване формування під безпосереднім командуванням і оперативним контролем міністра національної оборони. 
На початку липня 2018 року Міноборони Республіки Корея сформувало спеціальну слідчу групу, яка почала перевірку щодо Командування оборони і безпеки (КОБ). 
3 серпня 2018 р. президент Республикі Корея Мун Чже Ін зняв з посади начальника КОБ генерал-лейтенанта Лі Сок Ку, призначивши на його місце генерал-лейтенанта Нам Ен Сика, який до цих пір керував Командуванням сил спеціального призначення Сухопутних військ ЗС. Назва нового агентства, по законодавству оголошена 6 серпня – як Командування підтримки оборони і безпеки. 